# Belisario Domínguez, Salto de Agua
Belisario Domínguez är en ort i Mexiko.   Den ligger i kommunen Salto de Agua och delstaten Chiapas, i den sydöstra delen av landet, 800 km öster om huvudstaden Mexico City. Belisario Domínguez ligger 321 meter över havet och antalet invånare är 1 393.
Terrängen runt Belisario Domínguez är kuperad. Runt Belisario Domínguez är det ganska glesbefolkat, med 35 invånare per kvadratkilometer. Närmaste större samhälle är Palenque, 11,5 km norr om Belisario Domínguez. Trakten runt Belisario Domínguez består till största delen av jordbruksmark.